# David Mateo Núñez
David Mateo Núñez (Matanzas, 1965) Periodista, crítico de arte, curador de arte y editor de libros cubano.

## Trayectoria
Se graduó de la Licenciatura en Periodismo en la Universidad de La Habana, en 1988. Comenzó su carrera como especialista en artes plásticas en el Centro de Arte Contemporáneo Wifredo Lam en el año 1993, y coordinó las acciones de promoción y de divulgación de la 4.ª Bienal de La Habana.

En el año 1994 emprendió su trayectoria como curador y crítico de arte. Fundó junto a otros dos artistas, Manuel López Oliva y Ernesto Leal, la revista manufacturada de artes plásticas Loquevenga, en el año 1995. Dirigió el Taller experimental de serigrafía René Portocarrero, del Fondo Cubano de Bienes Culturales (FCBC), desde 1995 a 1997. Se desempeñó como editor ejecutivo del sello editorial Artecubano del Consejo Nacional de las Artes Plásticas (CNAP), desde 1998 hasta el 2000.

Fue fundador y director ejecutivo de la revista cubana de arte y literatura Dédalo, de la Asociación Hermanos Saíz (AHS), y también de la revista española especializada en artes visuales, radicada en La Habana, Arte por Excelencias (entre 2010 y 2012). Fue director de la galería nacional Villa Manuela desde 2009 hasta 2011. Creó en el año 2014 la revista digital independiente sobre las artes plásticas de América y el Caribe Artcrónica.
En la actualidad integra el Consejo editorial de la revista La Gaceta de Cuba, de la Unión de Escritores y Artistas de Cuba (UNEAC). Sus artículos, reseñas y entrevistas sobre las artes plásticas cubanas aparecen publicados con sistematicidad en catálogos y revistas nacionales e internacionales.
En el año 2013 ayudó a coordinar la reinserción de los críticos cubanos a la Asociación Internacional de Críticos de Arte (AICA), y en el 2014 fue elegido presidente de la sección cubana. Coordinó el 49 Congreso internacional de AICA, celebrado en La Habana en el año 2016.

## Libros publicados
- Incursión en el grabado cubano (1940-1997)[3]
- Palabras en acecho (compilación de textos críticos)[4]
- Arte cubano. Alegoría, género y mercado en los 90[5]
- La pintura como expansión de la conciencia. Entrevista a Tomás Sánchez
- Monográficos de los artistas cubanos Nelson Domínguez, Manuel Mendive, Belkis Ayón, Agustín Bejarano y Ernesto Rancaño (en coautoría)
- El azar y la memoria. Una biografía de Arturo Montoto

## Curadurías de exposiciones colectivas
- Vindicación del grabado. Galería La Acacia. FCBC. Cuba. 1994
- Parábolas litúrgicas. Galería La Acacia. Cuba. FCBC. 1995
- Vestigios, un retrato posible. 1995 (curaduría compartida con el artista Alexis Esquivel). CDAV. Cuba. 1995
- Encuentro internacional de serigrafía. Proyecto expositivo. Taller René Portocarrero. FCBC. Cuba.1997
- Panorama del arte cubano (1990-1997). Jornada de la cultura cubana en Lisboa. Portugal. 1997
- Artistas cubanos en Santiago de Chile. 2002
- Proa al cañaveral. 7 artistas chilenos en La Habana. Galería Villena. UNEAC. Cuba. 2003
- Conciliación en los 40 (Homenaje al grabado cubano). Museo Nacional de Bellas Artes. Cuba. 2004
- Isla interior. Fundación Habana Club. Galería del Museo del Ron. Cuba. 2005.
- El alma de cuba. (Paisajes cubanos). Itinerante por España. 2005
- Influjo Europa. Embajada de España en Cuba. 2009
- Pabellón cubano de la Feria Arte América. Miami. EU. 2009
- Inventarios. Arte cubano contemporáneo. Campo Vincenzo, Italia. 2010
- Imágenes de la herejía. Galería Villa Manuela. UNEAC. Cuba. 2010
- Reencuentro. Feria internacional del libro de La Habana. Cuba. 2013
- Arte cubano. Voces y poéticas femeninas. Itinerante por San Francisco. EU. 2014

## Curadurías de exposiciones personales
Sobre la obra de los artistas cubanos: Mariano Rodríguez, Nelson Domínguez, Osneldo García, Águedo Alonso Labrador, Juan Moreira, Hilda Vidal, Belkis Ayón, Agustín Bejarano, Carlos Estévez, Arturo Montoto, Santiago Rodríguez Olazabal, Carlos Quintana, Elvis Céllez, Ania Toledo, Gabriel Sánchez, Noel Morera, Adislen Reyes, Ania Alonso, Raciel Gómez, Alberto Hernández, Adonis Ferro, Alain de la Cruz, Grupo Serones, Maikel Sotomayor, Yohandrys Suárez, José Luis Rodríguez Alonso (Joc), Guillermo Portieles, Roberto Chile, Michel Challux

## Premios
- Premio Nacional de Curaduría (2001), compartido con el artista Arturo Montoto
- Premio de Crítica de Arte Guy Pérez Cisneros (2002)